# Markus Reichhart

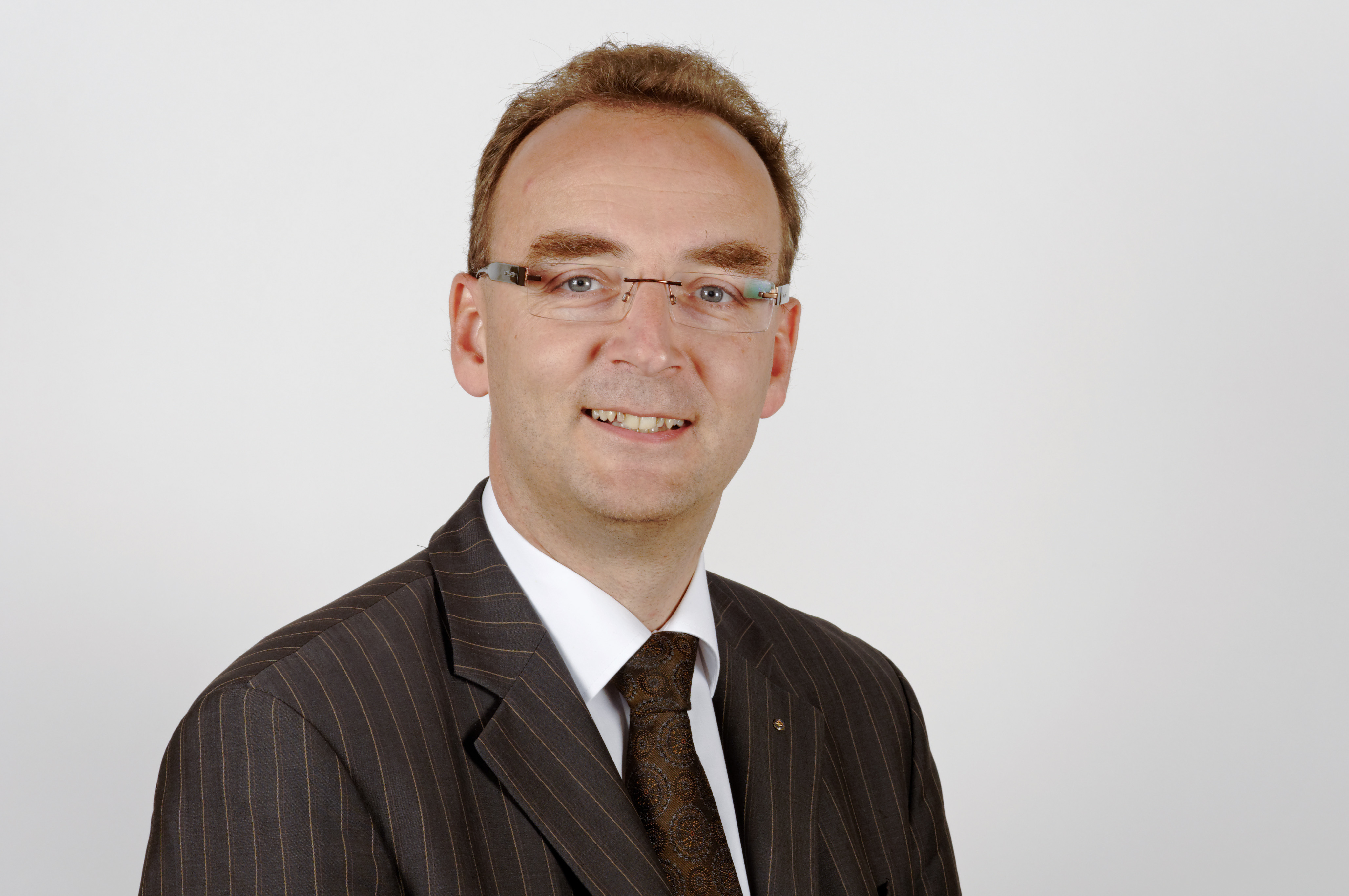
Markus Reichhart (2012)

Markus Reichhart (* 11. Juni 1966 in Ingolstadt) ist ein deutscher Kommunal- und Landespolitiker (Freie Wähler).
Der ausgebildete Augenoptikermeister ist Stadtrat in Ingolstadt und kandidierte bei der Landtagswahl 2008 im Stimmkreis Ingolstadt, Neuburg an der Donau. Er wurde über die Bezirksliste Oberbayern in den bayerischen Landtag gewählt. Er war dort bis September 2013 Mitglied im Ausschuss für Staatshaushalt und Finanzfragen.